# Yarkand
Lo Yarkand (叶尔羌河S, Yè'ěrqiāng HéP), noto anche come Yarkant, è un ramo sorgentifero del fiume Tarim della regione autonoma uigura dello Xinjiang, nell'estremità occidentale della Cina. Lo Yarkand, lungo 970 km, ha le proprie sorgenti sul passo Karakoram, situato sulla catena omonima, nella porzione del territorio del Kashmir sotto amministrazione pakistana. Nel suo corso superiore forma un breve tratto del confine tra Kashmir e Xinjiang, aprendosi una profonda valle attraverso le montagne del Kunlun. Dopo aver oltrepassato le gole del Kunlun, lo Yarkand, procedendo verso nord-est, perde il suo carattere di impetuoso torrente di montagna e si suddivide in molti rami su un conoide di deiezione per irrigare l'oasi di Yarkand. L'oasi è una delle più grandi dello Xinjiang e ospita la città di Yarkand (Yarkant). Dopo aver lasciato l'oasi, il fiume scorre verso nord-est attorno ai margini orientali del deserto del Takla Makan. A sud dell'oasi di Aksu si congiunge ai fiumi Kaxgar (Kashgar), Aksu e Hotan (Khotan) per formare il fiume Tarim.
Diversamente da altri rami sorgentiferi del fiume Tarim, lo Yarkand trasporta acqua per tutto l'anno ed è considerato il principale apportatore d'acqua del Tarim. Lo Yarkand ricava la maggior parte delle sue acque dallo scioglimento delle nevi e dei ghiacciai delle catene montuose del Karakoram e del Kunlun. Di conseguenza la sua portata è maggiore in estate e minore in inverno. Gran parte delle sue acque viene utilizzata per l'irrigazione o viene assorbita dalle sabbie del deserto.